# 奥村皓一
奥村 皓一（おくむら　こういち、1937年11月29日 - ）は、日本の経済学者。関東学院大学名誉教授。
岐阜県可児市出身。1961年早稲田大学政治経済学部卒、東洋経済新報社に入社。編集局編集委員を務めた。
中央大学・国学院大学非常勤講師を経て､大東文化大学国際関係学部教授→関東学院経済学部教授。
99年「国際メガメディア資本 M&Aの戦略と構造」で中央大学博士（経営学）。関東学院大学経済学部教授を務め、2007年定年、名誉教授。
定年後は日本大学・国学院大学で非常勤講師を務め、2019年現在は公益財団法人政治経済研究所主任研究員。

## 著書
- 『マルチメディア・ビジネス 日米欧の企業戦略』東洋経済新報社 1994
- 『国際メガメディア資本 M&Aの戦略と構造』文眞堂 1999
- 『グローバル資本主義と巨大企業合併』日本経済評論社 2007
- 『米中「新冷戦」と経済覇権』新日本出版社 2020 ISBN 9784406064835

### 共編著
- 『米国の企業買収・合併 M&A&D』松井和夫共著 東洋経済新報社 1987
- 『テキスト多国籍企業論』夏目啓二,上田慧共編著 ミネルヴァ書房 2006
- 『21世紀世界石油市場と中国インパクト 「戦略的互恵」に基づく日中共同の可能性』竹原美佳,田口定雄, 呉磊,久保新一共著 創風社 2009
- 『海外進出企業の経営現地化と地域経済の再編』久保新一,高橋公夫,安田八十五共編著 創風社 2011

## 論文
- <奥村皓一